# ゲスラウ
ゲスラウ (ドイツ語: Geslau) は、ドイツ連邦共和国バイエルン州ミッテルフランケンのアンスバッハ郡に属す町村（以下、本項では便宜上「町」と記述する）で、ローテンブルク・オプ・デア・タウバー行政共同体の一員。

## 地理
ゲスラウは、フランケンヘーエ自然公園内に位置する。

### 自治体の構成
この町は、公式には14の地区 (Ort) からなる。このうち小集落や孤立農場などを除く集落を以下に列記する。
| - アイデナウ - ドルンハウゼン - ゲスラウ - グンツェンドルフ - ヒュルベル - クロイト | - ラウターバッハ - オーバーブライテナウ - オーベルンドルフ - シュヴァープスロート - シュテットベルク |

## 歴史
この町は、1792年にプロイセンが獲得したアンスバッハ侯領に属した。この侯領の一部としてゲスラウは、1806年2月のパリ条約に基づく領土交換によりバイエルン領となった。1818年に自治体としてのゲスラウが誕生し、1972年にはそれまで独立した自治体であったゲスラウ、ドルンハウゼン、グンツェンドルフ、シュヴァプスロートおよびシュテットベルクが合併し、現在の形になった。

## 行政

### 紋章
上部に分割線があり上下に分割されるがいずれも銀地。上部は、5本の緑の針葉樹。主部は、金の翼軸を持ち、金の爪・嘴・舌で威嚇する赤い鷲。

## 経済と社会資本
ゲスラウは、ロマンティック・フランケン観光連盟に加盟している。

### 交通
ゲスラウは、古城街道沿いに位置している。

## 引用
1. ↑  https://www.statistikdaten.bayern.de/genesis/online?operation=result&code=12411-003r&leerzeilen=false&language=de Genesis-Online-Datenbank des Bayerischen Landesamtes für Statistik Tabelle 12411-003r Fortschreibung des Bevölkerungsstandes: Gemeinden, Stichtag (Einwohnerzahlen auf Grundlage des Zensus 2011)
2. ↑  Bayerische Landesbibliothek Online